# أرانيويل
بلدية أرانيويل (بالإسبانية: Arañuel)، هي إحدى بلديات مقاطعة كاستيلون التي تقع في منطقة بلنسية، في شرق إسبانيا.
يبلغ عدد سكانها 188 نسمة وفقاً لإحصائية سنة (2006).